# 多爾斯克

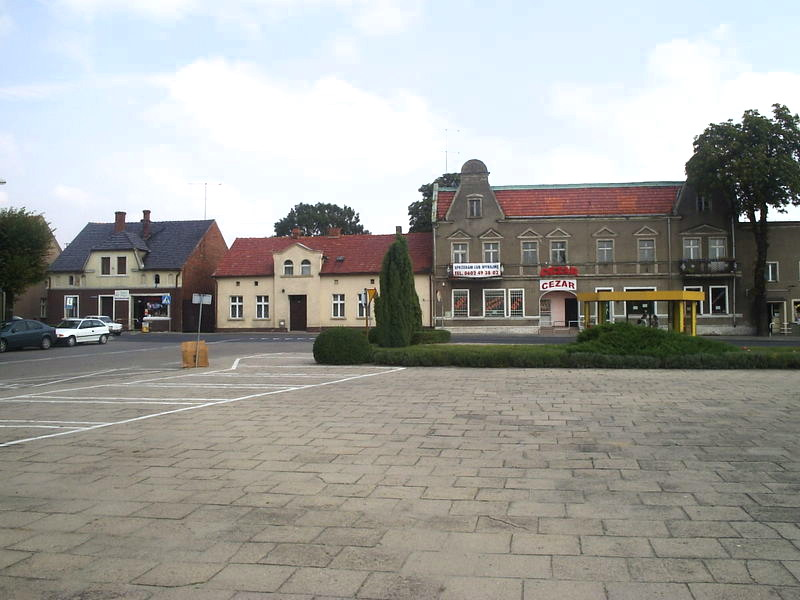

多爾斯克是波蘭的城鎮，位於該國西部，由大波蘭省負責管轄，始建於十二世紀，面積6.02平方公里，主要經濟活動是工藝業和服務業，2006年人口1,479。

## 外部連結
- Official site （页面存档备份，存于）

51°58′55″N 17°03′59″E / 51.98194°N 17.06639°E